# Elias Viljanen
Elias Viljanen (Kemi, 1975. július 8. –) finn zenész, ismertségét leginkább a Sonata Arctica gitárosaként szerezte, amelyhez 2007 januárjában csatlakozott, hogy kitöltse Jani Liimatainen üresen maradt posztját. Jani távozásáról a döntést hivatalosan augusztus 8-án hozták meg. Viljanen zenei példaképeiként Steve Vait, Joe Satrianit, a Kisst, a Metallicát, a Slayert és a Whitesnake-et nevezte meg.

## Diszkográfia

### Sonata Arctica
- The Days of Grays (2009)
- Stones Grow Her Name (2012)

### Twilight Lamp
- Grandiose (1999)[1]

### Szólóalbumok
- Taking the Lead (2002)
- The Leadstar (2005)
- Fire-Hearted (2009)